# Les Champs-Élysées
Les Champs-Élysées ist ein 1969 veröffentlichtes französischsprachiges Lied des amerikanisch-französischen Sängers Joe Dassin. Es handelt sich um eine Coverversion des englischsprachigen Titels Waterloo Road, den die britische Rockband Jason Crest im Jahr 1968 herausgebracht hatte.

## Entstehung
Das Original Waterloo Road wurde 1968 von Michael Antony Deighan und Mike Wilshaw geschrieben und von Jason Crest veröffentlicht. Für Dassin adaptierte Pierre Delanoë den Text ins Französische, das Arrangement stammte von Jean Musy.

## Veröffentlichung und Erfolg
Die Single erschien 1969 bei CBS Records mit Le Chemin de papa als B-Seite und wurde auch auf dem Album Joe Dassin (Les Champs-Élysées) veröffentlicht. Dassin nahm später Versionen in Englisch, Deutsch, Italienisch und Japanisch auf.
Während Waterloo Road kommerziell erfolglos blieb, entwickelte sich Les Champs-Élysées zu einem großen Erfolg in mehreren europäischen Ländern und verkaufte sich allein in Frankreich 600.000 Mal. 1969 erhielt Dassin für das Lied den Grand Prix du Disque der Académie Charles-Cros.

## Musikvideo
Ein animiertes Musikvideo zu Les Champs-Élysées wurde am 15. Juni 2024 auf YouTube veröffentlicht und beim Annecy International Animation Film Festival vorgestellt. Regie führte Florent Grattery, die Animation stammt von Caribara Animation.

## Titelliste
7"-Single (CBS 4281)
1. Les Champs-Élysées – 2:40
2. Le Chemin de papa – 2:22

## Weitere Versionen
1969 nahm die jugoslawische Sängerin Majda Sepe eine slowenische Fassung unter dem Titel Šuštarski most („Schusterbrücke“) auf. 1983 veröffentlichte die jugoslawische Avantgarde-Rockband Buldožer eine Version unter dem Titel Garçon De Yougoslavie mit Mira Furlan als Sängerin. 1986 nahm die jugoslawische Pop-Rock-Band Poslednja Igra Leptira eine serbokroatische Coverversion namens Šanzelize auf.
Eine niederländische Version unter dem Titel Oh, Waterlooplein erschien 1969 von Johnny Kraaijkamp und Rijk de Gooyer. 1997 coverte die US-amerikanische Punkband NOFX das Lied auf ihrem Album So Long and Thanks for All the Shoes. 2018 entstand eine Adaption von Paul Pogba und Benjamin Mendy zu Ehren des Fußballspielers N’Golo Kanté, die während der Fußball-Weltmeisterschaft 2018 in Frankreich große Popularität erlangte.

## In der Popkultur
- Das Lied läuft vollständig während des Abspanns von Wes Andersons Film Darjeeling Limited (2007).
- Die Melodie wurde 2016 in einem Werbespot für die Dessertmarke Petitzel Eclair des koreanischen Unternehmens CJ CheilJedang verwendet.
- Während der Tour de France 2018 wurde der Refrain in den Pausen der Übertragung auf NBCSN eingespielt.
- In der Serie Doom Patrol (Staffel 3, Folge 9) wird das Lied von den Figuren Ultimax the Brain und Monsieur Mallah gesungen.
- Bei den Olympischen Sommerspielen 2024 in Paris wurde das Lied sowohl bei Veranstaltungen im Stade de France als auch während der Abschlussfeier gespielt.[11]